# Río Resbalón (Lago General Carrera)
El río Resbalón es un afluente en la orilla norte del Lago General Carrera.

## Historia
Luis Risopatrón lo describe brevemente en su Diccionario Jeografico de Chile de 1924:: 763 
Resbalon (Rio) 46° 26' 72° 41' Es de corto curso i afluye del N E al rincón N E del brazo N del lago Buenos Aires. 134; i 156; i Resfalon en 154.